# As leis de Celavella
As leis de Celavella es una serie de televisión de suspense y misterio que fue emitida por la Televisión de Galicia y producida por Voz Audiovisual desde el 19 de enero de 2004 hasta 2006. 

## Sinopsis
Ambientada entre 1925 y 1928, la serie cuenta la historia de un abogado que vuelve a su pueblo después de estudiar en Santiago de Compostela para dirigir el despacho de su padre.

## Reparto
- Manuel Cortés - Pablo Veiga
- Eva Fernández - Matilde
- Antonio Mourelos - Feliciano Pombo
- Camila Bossa - Inés Pombo
- Monti Castiñeiras - Vicente Rego
- Salvador del Río - Tomás Veiga
- Nuncy Valcárcel - Dora
- Marcos Viéitez - Wenceslao Ribas
- Avelino González - Blas Pizarro
- Fernando Morán - Laureano Moure
- Margarida Fernández - Dona Elvira
- Rodrigo Roel - Indalecio
- Ana Santos - Leocadia
- Carlos Fernández - Paquiño Moure
- Tuto Vázquez - Don Dionisio
- Gonzalo Uriarte - Don Crisanto
- Víctor Mosqueira - Belisario
- Federico Pérez - Florencio da Riba García

## Premios
La serie ganó nueve estatuillas del premio Mestre Mateo en 2004, y 10 en 2005.